# چونگ یونگ-ده
چونگ یونگ-ده (انگلیسی: Chong Yong-de؛ زادهٔ ۴ فوریهٔ ۱۹۷۸) بازیکن فوتبال اهل کره جنوبی است.
از باشگاه‌هایی که در آن بازی کرده‌است می‌توان به باشگاه فوتبال کونسادول ساپورو، باشگاه فوتبال سرزو اوساکا، باشگاه فوتبال کاوازاکی فرونتال، باشگاه فوتبال پوهانگ استیلرز، و باشگاه فوتبال ناگویا گرامپوس اشاره کرد.